# David Howell (schaker)

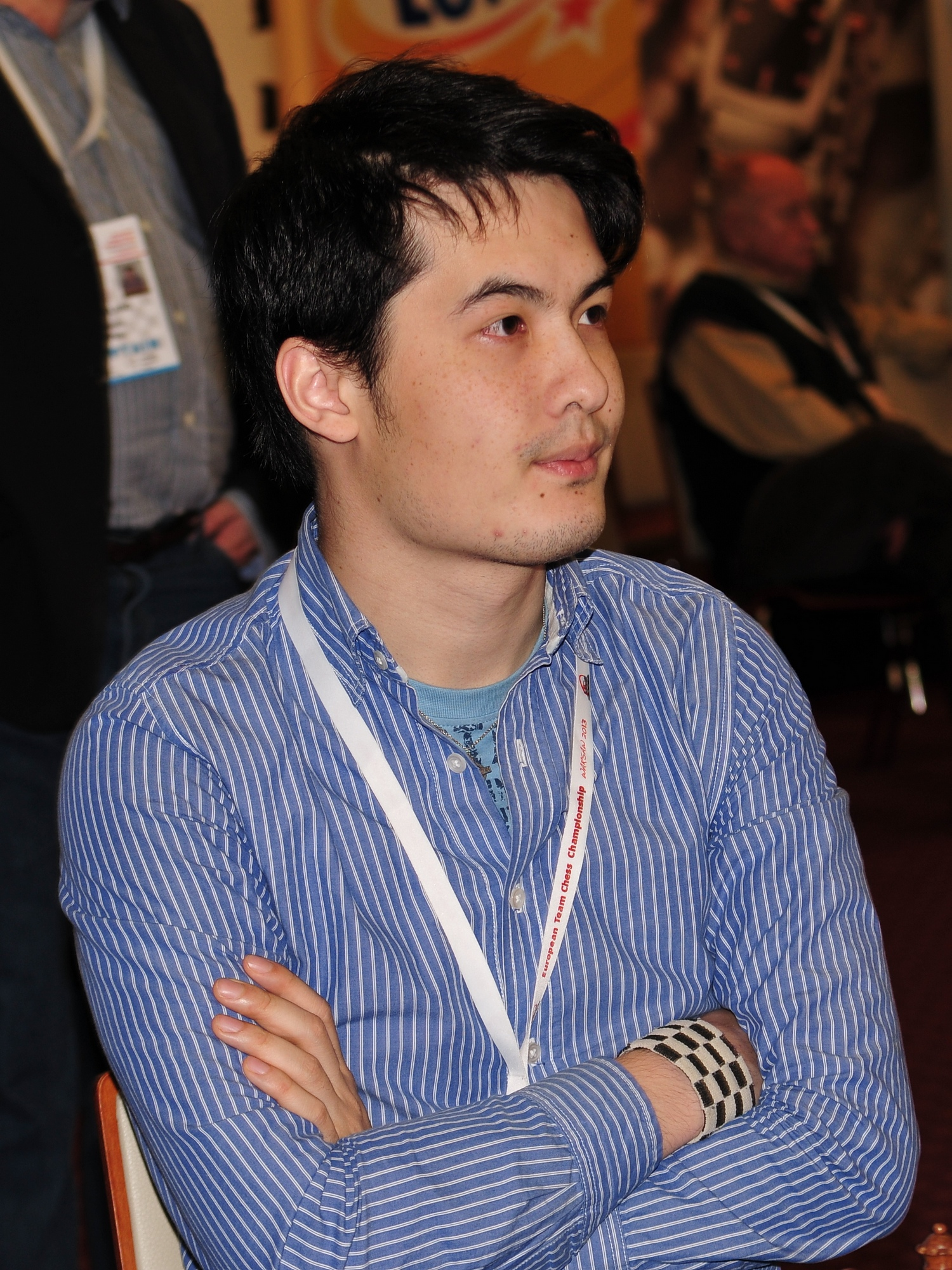
David Howell (2013)

David Howell (Eastbourne, 14 november 1990) is een Britse schaker. Hij werd in 2007 grootmeester (GM). In 2009, 2013 en 2014 was hij schaakkampioen van Groot-Brittannië.

## 1998–2007: van wonderkind tot grootmeester
Howell werd geboren in Eastbourne als zoon van Angeline (oorspronkelijk afkomstig uit Singapore) en Martin Howell. Hij heeft een jongere zus en woont met zijn familie in Seaford (East Sussex).
Hij leerde schaken van zijn vader, toen hij vijf jaar oud was, met een tweehands setje schaakstukken, gekocht op een vrijmarkt. Binnen korte tijd versloeg hij zijn vader en hij kwam spoedig onder de aandacht van de Sussex Junior Chess Association, waar hij werd getraind door een aantal sterke schakers. Hij ging snel vooruit en werd jeugdkampioen van Groot-Brittannië in de leeftijdscategorieën tot acht jaar, daarna tot negen jaar en in 2001 tot twaalf jaar. In 2002 bereikte hij de tweede plaats in het wereldkampioenschap bij de jeugd. David Howell geldt als een wonderkind.
In augustus 1999 versloeg hij op 8-jarige leeftijd grootmeester John Nunn in een blitzschaak-partij, op de Denksport-olympiade. In het jaar 2000 was hij de jongste schaker die ooit in een klassiek schaaktoernooi heeft meegespeeld, namelijk om het kampioenschap van Groot-Brittannië. In 2000 werd hij vierde in de door de Britse Schaakfederatie georganiseerde verkiezing van de speler van het jaar. Op het Hastings-toernooi in januari 2001, werd Howell de jongste Britse speler ooit die in een partij met normale bedenktijd won van een grootmeester, Colin McNab. In 2001 werd Howell gedeeld eerste op het Europees schaakkampioenschap voor jeugd in de categorie tot 12 jaar. Eveneens in 2001 werd hij gedeeld tweede op het Wereldkampioenschap schaken voor jeugd in de categorie tot 12 jaar.
- In 2001 werd hij FIDE Meester (FM), in 2004 Internationaal Meester (IM).
- In maart 2002 speelde Howell vier partijen tegen de Einstein Group wereldkampioen, Vladimir Kramnik, waarvan de laatste eindigde in remise. Hiermee werd hij de jongste speler ter wereld die in een georganiseerde schaakmatch tegen een regerend wereldkampioen schaken een score (groter dan nul) behaalde. Er verschenen vervolgens artikelen hierover in alle belangrijkste Britse kranten, en Howell verscheen op CBBC, Channel 4 News en Richard & Judy.
- In 2005 bereikte hij de kwartfinales van het Hastings-toernooi, waarin hij werd uitgeschakeld door de Poolse GM Bartosz Soćko.
- In maart 2005 speelde hij mee in het kampioenschap van de Europese Unie te Cork en meende recht te hebben op de jeugdprijs die Daan Brandenburg ten deel viel; hierbij sloeg David de toernooidirecteur buiten westen.[4]
- In april 2005 speelde Howell in Noorwegen mee in de B-groep van het grootmeester-schaaktoernooi Gausdal classics; hij eindigde met 6 uit 10 op de tweede plaats. Winnaar werd Ralf Åkesson.
- In augustus 2005 speelde hij mee in het Howard Staunton herdenkingstoernooi dat in Londen verspeeld werd. Het toernooi werd met 6 punten uit 10 ronden door Jon Levitt gewonnen. Howell eindigde met 4.5 punt op de vierde plaats.
- In 2007 werd hij op 16-jarige leeftijd grootmeester (GM), de jongste ooit in het Verenigd Koninkrijk, hij verbrak het record van Luke McShane met 6 maanden. De normen voor zijn GM-titel had hij behaald tussen 2004 en 2007: het 4NCL-toernooi voor teams (seizoen 2004/5), het CCA-ICC International in de stad New York 2005 en de Rilton Cup in Stockholm 2006/7, waarin hij gedeeld tweede werd.[5]

Ondanks zijn activiteiten achter het schaakbord, vervolgde hij ook zijn studieprogramma: Frans, Duits (vloeiend in beide talen) en wiskunde aan het Eastbourne College.
De training die hij kreeg van GM Glenn Flear werd gesponsord door JEB (Hove) Ltd, de software-ontwikkelaar die onder meer de BITEM event management website ontwikkelde. Ook waren er trainings-sessies met Nigel Short, die ook training had gegeven aan o.a. Pentala Harikrishna, Sergej Karjakin en Parimarjan Negi.

## Partij
Hier volgt het verloop van de partij Norman Hutchinson - David Howell gespeeld in 2002 in Torquay om het kampioenschap van Groot-Brittannië. 

Schaakopening: Spaans, Eco-code C 85. 

1.e4 e5 2.Pf3 Pc6 3.Lb5 a6 4.La4 Pf6 5.0-0 Le7 6.Lxc6 dxc6 7.d3 Pd7 8.b3 0-0 9.Lb2 Lf6 10.Pbd2 Te8 11.Pc4 b5 12.Pe3 g6 13.Pd2 Lg7 14.a4 Lb7 15.g3 c5 16.Pg2 Pf8 17.De2 Pe6 18.Pf3 Dd6 19.Tfd1 Lc6 20.a5 Tad8 21.Pe3 Pd4 22.Pxd4 cxd4 23.Pg2 f5 24.f3 Ld7 25.Lc1 Tf8 26.De1 fxe4 27.La3 b4 28.Lxb4 c5 29.Lxc5 Dxc5 30.Dxe4 Lc6 31.Dg4 Lxf3 32.De6+ Kh8 33.Dxa6 Lxd1 34.Txd1 Dxc2 35.Te1 Df2+ 36.Kh1 Df1+ (0-1) diagram

## 2007–heden: toernooisuccessen en stijgende rating
- In 2007 werd hij grootmeester en werd vierde op het Britse kampioenschap.
- Ook in 2007, ontving hij van de Engelse Schaakfederatie de Player of the Year Award.
- In 2008 werd hij gedeeld derde op het Wereldkampioenschap Schaken voor Junioren in Gaziantep. Op het Europese open schaakkampioenschap in Liverpool werd hij gedeeld vijfde. Vervolgens won hij het jaarlijkse Winterthur Masters toernooi, voor andere GMs zoals kampioen van Paraguay Axel Bachmann en voormalig kampioen van Zwitserland Joseph Gallagher en Florian Jenni.[8]
- Op de Schaakolympiade van 2008 in Dresden, speelde hij voor het Engelse team aan bord 3 en behaalde 7½ pt. uit 11.
- Ook in 2008 won hij met 8 pt. uit 9 het Andorra Open toernooi, boven Julio Granda Zuniga en Mihail Marin.
- In 2008 won Howell het Britse kampioenschap rapidschaak met 10 pt. uit 11, hij won dit vervolgens ook in 2009, met 9 pt. uit 11.
- In augustus 2009 won Howell het Britse kampioenschap voor de eerste keer, met de score 9 pt. uit 11.[9]
- In december 2009 werd hij 3e in de London Chess Classic.
- Op het Hastings-toernooi van 2009/10 werd hij gedeeld eerste met Andrei Istrățescu, Romain Edouard en Mark Hebden.[10]
- In 2010 won hij opnieuw het Britse kampioenschap rapidschaak, met de score 10½ pt. uit 11.
- Howell won in 2012 het Leiden Chess Tournament.
- In augustus 2013 werd Howell in Torquay voor de tweede keer Brits schaakkampioen, met 9½ pt. uit 11.[11]
- In 2014 won hij gedeeld met Jonathan Hawkins, 8.5 pt. uit 11, het 101e kampioenschap van Groot-Brittannië, dat werd gehouden in Aberystwyth.[12][13]
- In 2015 werd Howell tweede op het Gibraltar Chess Festival toernooi met 8 pt. uit 10, een half punt onder Hikaru Nakamura.[14][15]
- In augustus 2015 kwam voor de eerste keer zijn Elo-rating boven de 2700.
- In december 2015 won Howell het Britse Knockout Kampioenschap, dat werd georganiseerd in combinatie met de 7e London Chess Classic, door in de finale Nicholas Pert te verslaan met 4–2.[16]
- In 2016 werd hij in Bournemouth tweede bij het kampioenschap van Groot-Brittannië.[17]
- Howell vertegenwoordigde Engeland op de Schaakolympiades van 2016 en 2018, waarop het team respectievelijk als 9e en 5e eindigde.
- In 2019 kwam Howell dichtbij een kwalificatie voor het kandidatentoernooi. Hij behaalde goede resultaten in het FIDE Grand Swiss toernooi, maar verloor van Wang Hao, die zich uiteindelijk voor het kandidatentoernooi kwalificeerde.[18][19]

Regelmatig organiseert hij via Chess24.com commentaar bij belangrijke toernooien, zoals het kandidatentoernooi 2020/21.